# Гервасій (Георгієв)
Митрополит Гервасій (в миру Генчо Георгієв; 1838, Габрово — 4 квітня 1919, Сливен) — єпископ Болгарської Православної Церкви, митрополит Сливенський.

## Біографія
Народився в 1838 році в Габрові у великій родині. Закінчив п'ятирічне Габровське училище. Продовжив освіту в містіПирдоп.
У 1854 році разом з братом ченцем Феофаном прийшов в Хіландарський монастир на Афоні і став послушником. У березні 1858 року прийняв чернечий постриг. У 1859 році був висвячений у сан ієродиякона і направлений на навчання в духовне училище в Каріес, столицю Афону.
У 1863 році висвячений у сан ієромонаха, служив в соборному храмі Хіландарі. У червні 1866 року був направлений представником Хіландара на прихід в місто Станімака (теперАсеновград).
З 1867 по 1873 — ігумен Араповського монастиря святої Неділі, відкрив при обителі училище. Давав притулок Василу Левскому, Георгі Бенковському і іншим учасникам болгарського руху звільнення від Османської імперії.
28 січня 1873 був хіротонізований на єпископа Левкійського, вікарія Пловдивської єпархії.
Під час Квітневого повстання 1876 року організовував допомогу для постраждалих при придушенні повстання, збирав відомості про жорстокість турків по відношенню до болгарського християнського населення.
Після смерті митрополита Панарета Пловдивського з 1883 по 1886 рік тимчасово керував Пловдивською єпархією.
У 1886 році екзарх Йосиф І Болгарський доручив йому управління північними територіями Одринської єпархії.
У 1891-1893 роки тимчасово керував новоствореною Старозагорською єпархією в якості помічника митрополита Серафима Сливенського.
26 січня 1897 року обраний, а 2 березня канонічно затверджений митрополитом Сливенським.
Пожертвував 10 тисяч золотих левів на будівництво Софійської духовної семінарії.
Помер 4 квітня 1919 року в Сливені.